# Мистецька трибуна
Мисте́цька трибу́на — радянський український ілюстрований тижневик. 

## Історія
Виходив з 1930 по 1931 рік щодватижні у Харкові як орган Всеукраїнського комітету робітників мистецтва. Відповідальний редактор — Д. Грудина.
Тираж — 4—7,5 тисячі примірників, окремі номери — 5—6 тисяч примірників.
Видання мало постійних авторів, серед яких сам Д. Грудина, Я. Кацанов, Л. Дмитрова. З ним співпрацювали журналісти, що спеціалізувалися на рецензіях: С. Гец, В. Морський, М. Евенлев та інші, проте планувалося, що основним авторським ресурсом журналу стануть представники виробництва.

## Опис
Висвітлював питання розвитку радянського мистецтва, підготовки мистецьких кадрів. В окремих статтях, зокрема в оцінці й популяризації Асоціації художників Червоної України та АРМУ, за оцінкою УРЕ ЕСУ, припустився помилок. 
Серед рубрик — «Наша трибуна», «Засівне», «Літературна сторінка». Друкував також рецензії на художні виставки та кінофільми. Достатньо регулярно у журналі друкували фейлетони і карикатури.
Із виданням співпрацювали письменники, артисти, художники: В. Василько, П. Вершигора, О. Довженко, М. Крушельницький, Лесь Курбас, А. Петрицький та інші.

## Статистика
Точний підрахунок кількості одиниць матеріалів різної тематики здійснити неможливо, бо часто статті належали до двох рубрик (як-от, музичне мистецтво і колонка сатири; театральне мистецтво і некролог; музичне або театральне мистецтво і проблеми підготовки мистецьких кадрів; театральне мистецтво як об'єкт дослідження і, водночас, театральна критика як інструмент дослідження тощо). Разом з тим, кількість самих матеріалів за підрахунками — 582 про театр і 282 на інші теми.
- Найбільшу кількість матеріалів у журналі друкували на театральну тематику.
- Близько 80 матеріалів на тему музичного мистецтва (теоретичні, дискусійні статті, матеріали про діяльність Укрфілу та провідних музичних колективів).
- 70 — про кінематограф і фотосправу.
- Питанням образотворчого мистецтва відведено близько 30 публікацій (дискусійні матеріали, огляди виставок, інформація про закладання пам'ятників письменникам тощо).
- Про циркове мистецтво надруковано близько 15 матеріалів. Однак 3 з них пов'язані з театром — березільці Б. Балабан і М. Крушельницький запровадили в столичному цирку перші українські номери.
- Про літературу в «Мистецькій трибуні» було всього 7 публікацій.
- Про мистецтво танцю майже найменше. У першому номері видання вміщено роздуми практиків Державної української опери Г. Лерхе і М. Мономахова про танець у сучасному радянському мистецтві; потім в одному з номерів редакція привертала увагу до проблем молодих кадрів балету.
- Буквально дві публікації у виданні стосувалися радіо.
- Некрологів усього було 6.
- Майже в кожному номері вміщено рубрику «Хроніка».

- Освіті в муздрамінах та питанню кадрів у журналі було присвячено 40 публікацій.
- Участь театрів у засівних кампаніях 1930 і 1931 років відобразили 18 матеріалів.
- Загалом було надруковано 15 матеріалів про театр в інших республіках: ГРСР, ВРСР, БРСР, РФРСР.
- Рубрика «Бібліографія» була лише в чотирьох номерах «Мистецької трибуни», редакція інформувала робітників лише про нові видання у сфері театрального мистецтва.
- Серед 33 номерів обсягом по 24 сторінки (деякі з них, щоправда, від літа 1930 виходили здвоєними, по 40 сторінок) були і присвячені темі шефства підприємств над театрами, художній самодіяльності, театру робітничої молоді, міжнародним жіночому дню і дню робітничого театру, оперним театрам республіки і проєкту театру масової дії тощо. Темою останнього номеру журналу у червні 1930 року стали кадровий дефіцит у сфері мистецтва та вимоги до підготовки нових кадрів.[2]